# Vlag van Wolynië

Vlag van Wolynië

De vlag van Wolynië is het officiële symbool van de oblast Wolynië in het noorden van Oekraïne. De vlag is in 1997 officieel aangenomen.

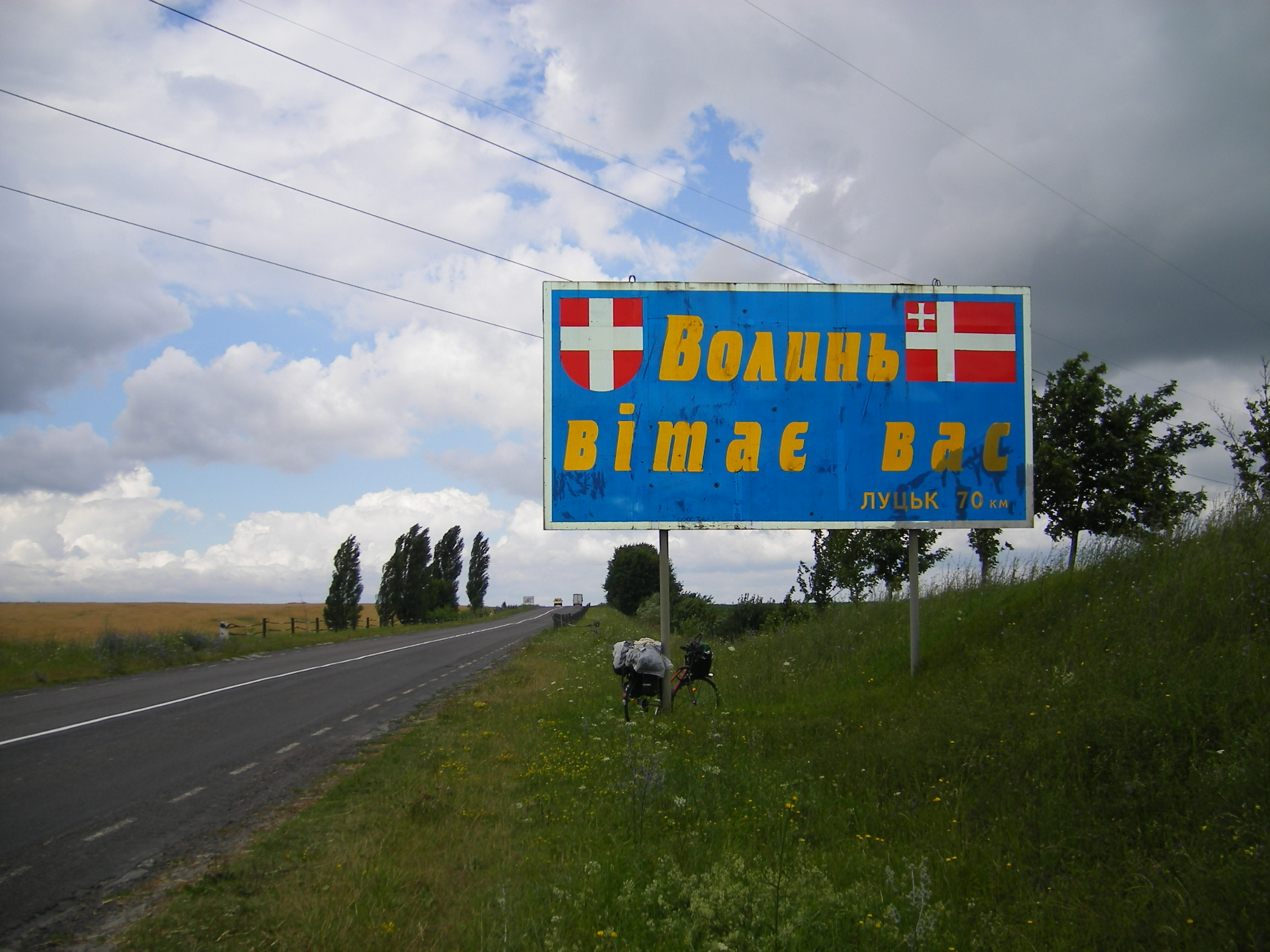
Welkomstbord met wapen en vlag

De vlag heeft een hoogte-breedteverhouding van 5:7. Het ontwerp bestaat uit een rood veld waarop een wit kruis staat, lijkend op het ontwerp van de Deense vlag. In de bovenhoek aan de hijszijde staat een kozakkenkruis, een tussen de 15e en 18e eeuw in de historische regio Wolynië gebruikt symbool.
De vlag is in feite een banier van het oblastwapen waaraan het kozakkenkruis is toegevoegd. Het wapen van de oblast Wolynië bestaat namelijk uit een rood schild met een wit kruis. Het rood symboliseert moed, de liefde voor de Schepper en de bereidheid om zich op te offeren voor God en het land, terwijl het wit voor reinheid staat.